# Antonio Querenghi
Antonio Querenghi o Querengi (Padua, 1546 - ibíd., 1633), poeta italiano y latino, se hizo muy hábil en las ciencias y fue secretario de algunos cardenales y del Sacro Colegio durante el gobierno de cinco papas sucesivos. Clemente VIII le confirió un canonicato en Padua, donde vivía dedicándose a la literatura; pero lo volvió a llamar a Roma el papa Paulo V, quien le hizo camarero secreto, refrendatario de una y otra signatura y prelado ordinario. Ejerció los mismos empleos en los pontificados de Gregorio XV y de Urbano VIII, y murió en la misma ciudad en 1633 a los 87 de su edad. Enrique IV de Francia le había llamado a su corte, y el duque de Parma le había hecho también ofertas muy considerables a fin de que trabajara la historia de su padre, Alejandro de Farnesio.
Compuso diversas obras en latín y en italiano, y tradujo otra del griego. Sus Poesías Italianas (Roma, 1616, en 8°); y latinas (Roma, 1629, en 8°), han sido impresas repetidas veces y son muy estimadas.